# Momance
De Momance is een rivier in Haïti. De rivier heeft een lengte van 53 kilometer. Het debiet bedraagt 6,4 m³/s. In mei 2004 is de rivier buiten haar oevers getreden en heeft een hoofdweg overstroomd.